# Luton Shelton
Luton George Kıeshawn Shelton Dey (Kingston, 11 november 1985 – 22 januari 2021) was een Jamaicaans voetballer.

## Loopbaan
Shelton speelde oorspronkelijk voor Harbour View FC in zijn thuisland Jamaica. In 2005 vertrok hij op 19-jarige leeftijd naar Europa, waar hij een contract tekende bij het Zweedse Helsingborgs IF. Hij kwam daarna uit voor Sheffield United FC (2007-2008), Vålerenga IF (2008-2011), Aalborg BK (verhuur, 2009), Karabükspor (2011-2013), Volga Nizjni Novgorod (2013-2015). Daarna kwam hij opnieuw uit voor Harbour View. Zijn laatste wedstrijd speelde hij in februari 2017. Hij kampte daarna met een blessure. In 2018 werd bij hem de zenuwziekte ALS geconstateerd, waarna hij zijn voetballoopbaan beëindigde.
In oktober 2004 maakte Shelton zijn debuut voor het Jamaicaans voetbalelftal in een oefeninterland tegen Guatemala. In zijn tweede interland, een thuiswedstrijd tegen Sint-Maarten in november 2004, scoorde hij vier doelpunten. Tot 2013 kwam hij uit in 75 interlands. Met 35 doelpunten is hij de best scorende speler aller tijden voor Jamaica. In drie interlands was hij aanvoerder van zijn land.
In januari 2021 overleed Luton Shelton op 35-jarige leeftijd aan ALS.

## Erelijst
Vålerenga IF
- Noorse beker

2008